# Servei d'assistència tècnica
El servei d'assistència tècnica (en anglès help desk o service desk), és un servei que una empresa ofereix als seus clients perquè puguin fer consultes de caràcter tècnic quan tenen algun problema amb els productes o serveis. En empreses grosses, aquest servei es fa en centres d'atenció telefònica, subcontractades o no, que fan de barrera entre els clients i els veritables tècnics. Moltes organitzacions han implantat un servei d'assistència centralitzat per a gestionar incidèncias, dubtes, consultes, peticions d'usuaris o clients.
Segons el cas pot ser de franc, per exemple durant el període garantia, o de pagament. Poden fer part d'un acord de nivell de servei. En el cas de serveis informàtics i de programari, sovint eso pot atorgar al servei d'assistència tècnica un accés directe al sistema via internet, el que evita la pèrdua de temps del desplaçament. Pot gestionar incidències, ajudar usuaris en l'aprenentatge del sistem, afegir noves funcions…